# First Division (Malta) 1913/14
Die First Division 1913/14 war die vierte Spielzeit in der Geschichte der höchsten maltesischen Fußballliga. Meister wurde zum ersten Mal Ħamrun Spartans.

## Modus
Die Saison wurde in einer einfachen Runde ausgetragen. Für einen Sieg gab es zwei Punkte, für ein Unentschieden einen und für eine Niederlage keinen Punkt.

## Abschlusstabelle
| Pl. | Verein            | Sp. | S | U | N | Tore    | Quote | Punkte |
| --- | ----------------- | --- | - | - | - | ------- | ----- | ------ |
| 1.  | Ħamrun Spartans   | 6   | 5 | 0 | 1 | 022:100 | 22,00 | 10:20  |
| 2.  | FC St. George’s   | 6   | 5 | 0 | 1 | 015:200 | 7,50  | 10:20  |
| 3.  | Valletta United   | 6   | 4 | 0 | 2 | 007:500 | 1,40  | 08:40  |
| 4.  | FC Floriana (M)   | 6   | 3 | 0 | 3 | 010:160 | 0,63  | 06:60  |
| 5.  | Msida Rangers     | 6   | 2 | 1 | 3 | 006:700 | 0,86  | 05:70  |
| 6.  | Senglea Shamrocks | 6   | 1 | 1 | 4 | 006:190 | 0,32  | 03:90  |
| 7.  | Melita Vittoriosa | 6   | 0 | 0 | 6 | 001:170 | 0,06  | 0:12   |

Platzierungskriterien: 1. Punkte – 2. Torquotient
| Zum Saisonende 1913/14:                       |                                  |
| Maltesischer Meister 1913/14: Ħamrun Spartans |                                  |
|                                               |                                  |
| Zum Saisonende 1912/13:                       |                                  |
| (M)                                           | Amtierender Meister: FC Floriana |

## Kreuztabelle
| 1913/14           | ĦAM | FC St. George’s | VUN | FC Floriana | MSI | SEN | Melita Vittoriosa |
| ----------------- | --- | --------------- | --- | ----------- | --- | --- | ----------------- |
| Ħamrun Spartans   |     | 0:1             | 2:0 | 11:0        | 1:0 | 5:0 | 3:0               |
| FC St. George’s   | –   |                 | 1:0 | 0:2         | 3:0 | 5:0 | 5:0               |
| Valletta United   | –   | –               |     | 1:0         | 2:1 | 3:1 | 1:0               |
| FC Floriana       | –   | –               | –   |             | 0:2 | 4:2 | 4:0               |
| Msida Rangers     | –   | –               | –   | –           |     | 1:1 | 2:0               |
| Senglea Shamrocks | –   | –               | –   | –           | –   |     | 2:1               |
| Melita Vittoriosa | –   | –               | –   | –           | –   | –   |                   |